# Sabin Berthelot

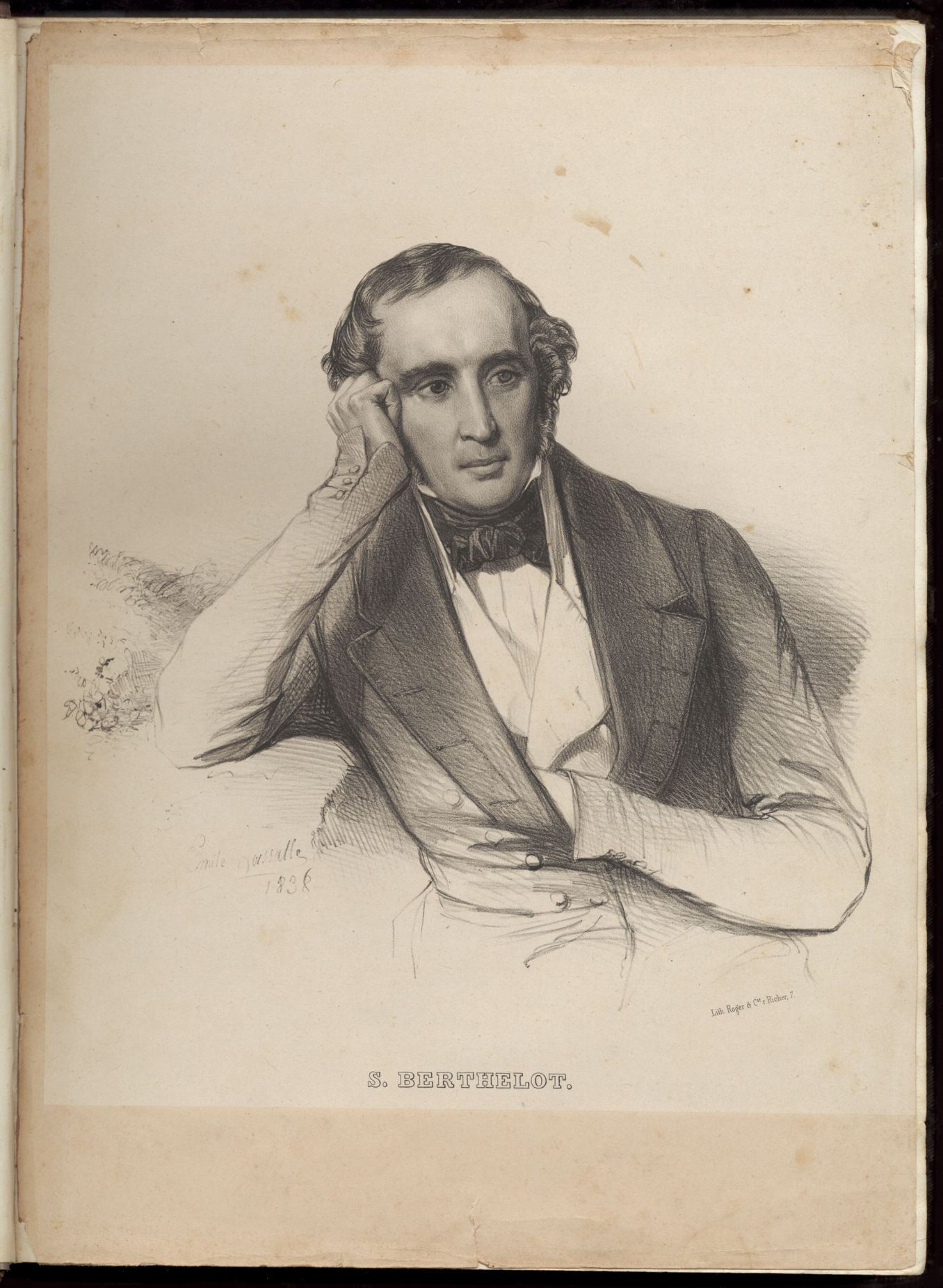
Sabin Berthelot

Sabin Berthelot (* 3. April 1794 in Marseille; † 10. November 1880 in Santa Cruz de Tenerife) war ein französischer Naturforscher und Ethnologe. Sein offizielles botanisches Autorenkürzel lautet „Berthel.“.

## Leben und Wirken
Berthelot war der Sohn eines Marseiller Händlers. Er trat der französischen Marine bei und diente als Kadett während der napoleonischen Kriege. Nach der Abdankung Napoleons arbeitete er in der Handelsschifffahrt zwischen Marseille und den Westindischen Inseln. Auf die Kanarischen Inseln kam er erstmals 1820, unterrichtete in einer Schule und übernahm für Alonso de Nava y Grimón die Aufsicht über den Botanischen Garten Jardín de aclimatación de La Orotava. Gemeinsam mit Philip Barker Webb schrieb er eine neunbändige Histoire Naturelle des Iles Canaries. Im Jahr 1825 wurde er zum Mitglied der Gelehrtenakademie Leopoldina gewählt. Ab 1867 war er Französischer Konsul auf Teneriffa.
Berthelot gründete 1845 die Société d'Ethnologique.

## Ehrungen
Der Vogel Anthus berthelotii (Kanarenpieper, engl.- Berthelot's pipit) ist ebenso nach ihm benannt wie der Kanarische Hornklee Lotus berthelotii. Auch die Pflanzengattung Berthelotia DC. aus der Familie der Korbblütler (Asteraceae) ist nach Berthelot benannt.

## Werke
- Philip Barker Webb, Sabin Berthelot: L'Histoire Naturelle des Îles Canaries. Paris, 1835–49.
- Les Guanches (1841, 1845)
- La Conquète des canaries (1879)
- Antiquités Canariennes (1879)